# Coroteni
Coroteni – wieś w Rumunii, w okręgu Vrancea, w gminie Slobozia Bradului. W 2011 roku liczyła 850
mieszkańców